# إيسيو نيانغ
إيسيو نيانغ (25 سبتمبر 1938 - 17 فبراير 2000) كانت راقصة ومغنية وممثلة مسرحية وسينمائية سنغالية.

## مشوارها الفني
ولدت إيسيو نيانغ في داكار، وفي ريعان طفولتها بدأت الرقص عن سن 13 عامًا، حيث كانت تفجر موهبتها في الاحتفالات العائلية بالموازاة مع الغناء حيث صرحت قائلة: «"كلما شعرت برغبة في تمديد ساقي، كنت أهرب من المدرسة للاحتفالات العائلية التي كانت وفيرة في ذلك الوقت"».
تسبب غيابها المتكرر إلى تضحيتها بمستقبلها الدراسي. في عام 1958، هاجرت نيانغ إلى غينيا بعد انضمامها إلى فرقة رقص فوديبا كيتا بمساعدة من مكتشف المواهب ومدير مسرح باليه السنغالي موريس سونار سنغور، استغلت نيانغ إقامتها في تعلم الرقض المسرحي والتطوير من نفسها، كسبت بموجبها خبرة ونضجا فنيا فتحت لها أبواب السينما. فحصلت على أولى ظهور سينمائي لها في الفيلم الأمريكي بن هور عام 1959 وخلال أيام التصوير القليلة للفيلم في إيطاليا، أعجب الممثل الرئيسي تشارلتن هيستون بأداءها فأراد إبقاءها، حيث صرحت إيسيو قائلة: «"بكيت بمرارة وأخبرتهم أنني أريد العودة إلى والدتي. هذه اللحظات في مسيرتي، سأضعها في الاعتبار لبقية حياتي"».
عادت نيانغ إلى السنغال حيث ناشدها موريس سونار سنغور لتشكيل فرقة اتحاد مالي عام 1960. ثم تتوالى عليها العديد من الأعمال الفنية الملحمية.

## حياتها الخاصة
تزوجت إيسيو نيانغ من فنان الموسيقى الأفرو كوبية «بابا سيك داجانا» من 1946 إلى عام 1995. تعلمت إيسيو الخياطة بمفردها وصنعت ملابسها بنفسها، كما شغفت بتعلم الكتابة على الآلة الكاتبة فتدربت على ذلك في مدرسة كانتارا كوليبالي.

## أعمالها
- 2000 : «امرأة لسليمان (فيلم)» - "Une femme pour Souleymane"
- 1999 : «حتى الريح (فيلم)» - "Même le vent"
- 1998 : «كيريكو والساحرة» - "Kirikou et la Sorcière"
- 1997 : «تي جي في (فيلم)» - "TGV"
- 1996 : «موسان (فيلم)»
- 1995 : «لوحة الخردة (فيلم)» - Tableau Ferraille
- 1993 : «مامي مامورز (فيلم)» - "Mammy mamours"
- 1992 : «ضباع (فيلم 1992)»
- 1992 : «فان أوشين (فيلم)» - "Fann océan"
- 1991 : «جيلوار (فيلم)» - "Guelwaar"
- 1991 : «الغسق (فيلم)» - "Crépuscule"
- 1982 : «شهادة العوز (فيلم)» - "Certificat d'indigence"
- 1981 : «إقامة جبرية (فيلم)» - "En résidence surveillée"
- 1981 : «جوم (فيلم)» - "Jom"
- 1974 : «السوار البرونزي (فيلم)» - "le bracelet de bronze"
- 1972 : «لامباي (فيلم)» - "Lambaaye"
- 1972 : «الديكاميروني الأسود (فيلم)» - "Il Decamerone nero"
- 1970 : «المرأة الشابة (فيلم)» - "Diègue-Bi"
- 1968 : «ماندابي» - Le Mandat
- 1962 : «الحرية 1 (فيلم)» - "Liberté 1"
- 1959 : «بن هور (فيلم 1959)»

## روابط خارجية
- إيسيو نيانغ على www.africine.org
- إيسو نيانغ على موقع IMDb (الإنجليزية)
- إيسو نيانغ على موقع ألو سيني (الفرنسية)
- إيسو نيانغ على موقع أول موفي (الإنجليزية)
- إيسو نيانغ على موقع قاعدة بيانات الأفلام السويدية (السويدية)
- إيسو نيانغ على موقع قاعدة بيانات الفيلم (الإنجليزية)
- إيسو نيانغ على موقع كينوبويسك (الروسية)